# Bertsdorf-Hörnitz
Bertsdorf-Hörnitz est une commune de Saxe (Allemagne), située dans l'arrondissement de Görlitz, dans le district de Dresde.